# قانون الطابع

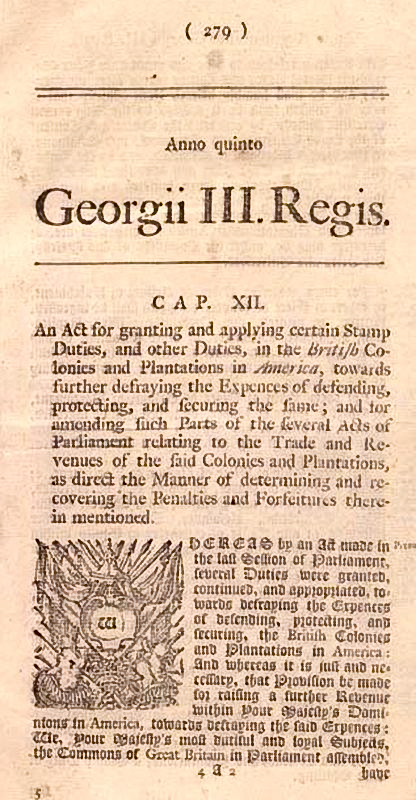
خبر عن القانون - 1765 م.

قانون الطابع (بالإنجليزية: Stamp Act)‏، (الصيغة الموجزة: قانون الواجبات في المستعمرات الأمريكية 1765؛ 5 جورج الثالث، سي .12) كان قانونًا صادرًا عن برلمان بريطانيا العظمى لفرض ضريبة مباشرة على المستعمرات البريطانية في أمريكا وفرض على العديد من المواد المطبوعة في المستعمرات التي تنتج على ورق مختوم يأتي من لندن أن تحمل طابع دمغة منقوشًا. وقد تضمنت المواد المطبوعة المستندات القانونية والمجلات وأوراق اللعب والصحف والعديد من أنواع الورق الأخرى المستخدمة في جميع أنحاء المستعمرات، وكان يجب دفعها بالعملة البريطانية، وليس بالأوراق النقدية الاستعمارية.
كان الغرض من الضريبة هو دفع تكاليف القوات العسكرية البريطانية المتمركزة في المستعمرات الأمريكية بعد الحرب الفرنسية والهندية، لكن المستعمرين لم يخشوا أبدًا من الغزو الفرنسي في البداية، وزعموا أنهم دفعوا بالفعل نصيبهم من مصاريف الحرب. وأشاروا إلى أنها كانت في الواقع مسألة رعاية بريطانية لفائض الضباط والجنود البريطانيين الذين يجب أن تدفع لهم لندن.
كان قانون الطوابع لا يحظى بشعبية كبيرة بين المستعمرين. واعتبرت الأغلبية أنه انتهاك لحقوقهم كإنجليز أن تفرض الضرائب دون موافقتهم - الموافقة التي يمكن أن تمنحها الهيئات التشريعية الاستعمارية فقط. وكان شعارهم «لا ضريبة دون تمثيل». أرسلت التجمعات الاستعمارية الالتماسات والاحتجاجات، وكان مؤتمر قانون الطوابع الذي عقد في مدينة نيويورك أول رد استعماري مشترك مهم لأي إجراء بريطاني عندما قدم التماسًا إلى البرلمان والملك.
جادل أحد أعضاء البرلمان البريطاني بأن المستعمرين الأمريكيين لا يختلفون عن 90 في المئة من بريطانيا العظمى الذين لم يمتلكوا ممتلكات وبالتالي لا يستطيعون التصويت، ولكنهم مع ذلك يمثلون «فعليًا» من قبل الناخبين والممثلين المالكين للأراضي الذين لديهم مصالح مشتركة معهم. أدان دانييل دولاني، محامٍ وسياسي من ولاية ماريلند، ذلك القرار في بيان جرت قراءته بشكل واسع من خلال الإشارة إلى أن العلاقات بين الأمريكيين والناخبين الإنجليز كانت «عقدة ضعيفة للغاية لا يمكن الاعتماد عليها» للتمثيل المناسب، «الفعلي» أو غير ذلك. أنشأت مجموعات الاحتجاج المحلية لجان المراسلات التي خلقت ائتلافًا كبيرًا من نيو إنجلاند إلى ماريلند. ازدادت الاحتجاجات والمظاهرات، التي بدأتها في كثير من الأحيان مجموعة أبناء الحرية وشملت أحيانًا شنق الدمى. وسرعان ما جرى ترهيب جميع موزعي ضرائب الطوابع لتقديم استقالتهم من مهماتهم، ولم تُحصل تلك الضريبة بشكل فعال قط.
لم تقتصر معارضة قانون الطوابع على المستعمرات. ضغط التجار والمصنعون البريطانيون على البرلمان لأن صادراتهم إلى المستعمرات كانت مهددة بالمقاطعة. ثم ألغي القانون في 18 مارس عام 1766 كقضية مصلحية، لكن البرلمان أكد سلطته في التشريع للمستعمرات «في جميع الحالات على الإطلاق» من خلال تمرير قانون التصريح. وتبع ذلك سلسلة من الضرائب واللوائح الجديدة - وبالمثل عارضها الأمريكيون. لعبت الأحداث دورًا رئيسيًا في تحديد المظالم الاستعمارية الـ 27 التي ذكرت بوضوح في نص لائحة اتهام جورج الثالث من إعلان استقلال الولايات المتحدة، ما عزز المقاومة الاستعمارية المنظمة التي أدت إلى الثورة الأمريكية عام 1775.

## الخلفية
كان الانتصار البريطاني في حرب السنوات السبع (1756-1763)، المعروفة في أمريكا باسم الحرب الفرنسية والهندية، قد تحقق لكن بتكلفة مالية كبيرة. وخلال الحرب، تضاعف الدين القومي البريطاني تقريبًا، إذ ارتفع من 72.289.673 جنيهًا إسترلينيًا في عام 1755 إلى ما يقرب من 129.586.789 جنيهًا إسترلينيًا بحلول عام 1764. كان من المتوقع أن تظل نفقات ما بعد الحرب مرتفعة لأن وزارة رئيس الوزراء بيوت قررت في أوائل عام 1763 الاحتفاظ بعشرة آلاف جندي بريطاني نظامي في المستعمرات الأمريكية، الأمر الذي سيكلف نحو 225 ألف جنيه إسترليني سنويًا، أي ما يعادل 34 مليون جنيه إسترليني اليوم. وكان السبب الرئيسي للاحتفاظ بهذه القوة الكبيرة هو أن تسريح الجيش سيجعل 1500 ضابط عاطلين عن العمل، وكثير منهم على صلة جيدة بالبرلمان. جعل هذا من الحكمة سياسيًا الاحتفاظ بمؤسسة كبيرة في زمن السلم، لكن البريطانيين كانوا يكرهون الاحتفاظ بجيش دائم في الداخل، لذلك كان من الضروري وضع حامية لمعظم القوات في أماكن أخرى.
أدى اندلاع حرب بونتياك في مايو عام 1763 إلى الإعلان الملكي لعام 1763 والواجب الإضافي للجنود البريطانيين لمنع اندلاع أعمال العنف بين الأمريكيين الأصليين والمستعمرين الأمريكيين. وقد جرى إرسال 10000 جندي بريطاني إلى الحدود الأمريكية، وكان الدافع الأساسي لهذه الخطوة هو توفير مساكن عسكرية للضباط الذين كانوا جزءًا من نظام المحسوبية البريطاني. كتب جون آدامز باستخفاف عن نشر القوات، إذ قال إن «الإيرادات لا تزال مطلوبة من أمريكا، ومخصصة للإبقاء على أسراب من الضباط والمتقاعدين في حالة ترف ورفاهية».
أصبح جورج غرنفيل رئيسًا للوزراء في أبريل عام 1763 بعد فشل وزارة بيوت التي لم تدم طويلًا، وكان عليه أن يجد طريقة لدفع تكاليف هذا الجيش الكبير في زمن السلم. كان رفع الضرائب في بريطانيا غير وارد، فقد كانت هناك احتجاجات عنيفة في إنجلترا ضد ضريبة شراب التفاح التي فرضتها وزارة بيوت عام 1763، وجرى شنق دمية على هيئة رئيس الوزراء بيوت خلال الاحتجاجات. لذلك، قررت وزارة غرنفيل أن يرفع البرلمان هذه الإيرادات عن طريق فرض ضرائب على المستعمرين الأمريكيين دون موافقتهم. وكان هذا شيئًا جديدًا. كان البرلمان قد أصدر سابقًا إجراءات لتنظيم التجارة في المستعمرات، لكنه لم يفرض من قبل ضرائب مباشرة على المستعمرات لزيادة الإيرادات.
كان السياسيون في لندن يتوقعون دائمًا أن يساهم المستعمرون الأمريكيون في تكلفة دفاعهم. ما دام التهديد الفرنسي قائمًا، لم تكن هناك مشكلة كبيرة في إقناع الهيئات التشريعية الاستعمارية بتقديم المساعدة. وكانت هذه المساعدة تُقدم عادة من خلال تأسيس الميليشيات الاستعمارية، والتي كانت تمول من الضرائب التي جمعتها الهيئات التشريعية الاستعمارية. وكذلك، كانت الهيئات التشريعية على استعداد في بعض الأحيان للمساعدة في الحفاظ على الوحدات البريطانية المنتظمة التي تدافع عن المستعمرات. وطالما كان هذا النوع من المساعدة موجودًا بشكل صريح، لم يكن هناك سبب وجيه للبرلمان البريطاني لفرض ضرائبه الخاصة على المستعمرين. ولكن بعد سلام عام 1763، سرعان ما تراجعت الميليشيات الاستعمارية. فقد سئم ضباط الميليشيات من الازدراء الذي أظهره لهم الضباط البريطانيون العاديون، وشعروا بالإحباط بسبب شبه استحالة الحصول على لجان بريطانية منتظمة؛ وكانوا غير مستعدين للبقاء في الخدمة بمجرد انتهاء الحرب. وعمومًا لم يكن لهم دور عسكري، إذ كان التهديد الهندي ضئيلًا ولم يكن هناك تهديد خارجي. رأى المشرعون المستعمرون عدم الحاجة إلى القوات البريطانية.
كان قانون السكر لعام 1764 أول ضريبة في برنامج غرنفيل لزيادة الإيرادات في أمريكا، والذي كان بمثابة تعديل لقانون دبس السكر لعام 1733. وقد فرض قانون دبس السكر ضريبة قدرها 6 بنسات للغالون (ما يعادل 4.24 جنيه إسترليني اليوم) لاستيراد دبس السكر الأجنبي إلى المستعمرات البريطانية. لم يكن الغرض من قانون دبس السكر في الواقع هو زيادة الإيرادات، ولكن الهدف كان جعل الدبس الأجنبي مكلفًا للغاية لدرجة تقديم احتكار فعلي للدبس المستورد عن طريق جزر الهند الغربية البريطانية. لكن ذلك لم ينجح؛ فقد تجنب التجار الاستعماريون الضريبة عن طريق التهريب أو رشوة مسؤولي الجمارك في كثير من الأحيان. وخفض قانون السكر الضريبة إلى 3 بنسات للغالون (ما يعادل 1.81 جنيه إسترليني اليوم) على أمل أن يؤدي المعدل المنخفض إلى زيادة الامتثال وبالتالي زيادة مبلغ الضريبة المحصلة. وقد فرض القانون ضرائب على الواردات الإضافية وشمل إجراءات لجعل خدمة الجمارك أكثر فعالية.
اعترض المستعمرون الأمريكيون في البداية على قانون السكر لأسباب اقتصادية، لكن سرعان ما أدركوا أن هناك قضايا دستورية متضمنة. يضمن الدستور البريطاني عدم إمكانية فرض الضرائب على الرعايا البريطانيين دون موافقتهم، وتأتي تلك الموافقة عن طريق التمثيل في البرلمان. لكن المستعمرين لم ينتخبوا أي أعضاء في البرلمان، ولذا فقد اعتُبر ذلك انتهاكًا للدستور البريطاني، أن يفرض البرلمان ضرائب عليهم. وكان هناك القليل من الوقت لإثارة هذه المشكلة استجابةً لقانون السكر، لكنها أصبحت اعتراضًا رئيسيًا على قانون الطوابع في العام التالي.